# اوکاموتو ۶۲۴۴
سیارک ۶۲۴۴ (به انگلیسی: 6244 Okamoto، نامگذاری:1990QF) شش هزار و دویست و چهل و چهارمین سیارک کشف شده‌است که در ۲۰ اوت ۱۹۹۰ کشف شد.
قدر مطلق سیارک برابر ۱۳٫۶۰ است.